# Movimento dos Focolares
Obra de Maria, também conhecido como Movimento Focolare, é um movimento católico fundado por Chiara Lubich em 1943 na cidade de Trento, norte da Itália. É considerado um movimento fundamentalista, totalitário e conservador, ligado moral, teológica e politicamente à direita.
O Movimento se insere na chamada Espiritualidade da Comunhão, que também se faz presente em vários outros movimentos e segmentos da Igreja Católica, enraizado no que chamam de Carisma da Unidade.
Apesar de ser uma organização oficialmente católica, afirmam permitir a participação de membros outras religiões, desde que estes se liguem ao movimento no sentido religioso. O Movimento alega operar em 182 países, com mais de 2 milhões de aderentes, onde membros de outras religiões correspondem a 0,5% do total de membros. Esses números permanecem inalterados há mais de meio século e incluem centenas de milhares de pessoas que já não fazem mais parte do movimento.

## Etimologia
O termo focolares vem do italiano focolari, plural de focolare, que significa "lareira" como sinédoque de "casa" ou mais propriamente "lar". O termo focolare tem sua origem no latim tardio focularis, derivado de focŭlus, diminutivo de focus, «fogo».

## História
Em 1943, durante a Segunda Guerra Mundial, a professora Chiara Lubich, então com 23 anos, criou o Movimento Focolares junto com seus amigos mais próximos. Ao final dessa mesma década com a guerra terminada, já contava com um número de seguidores suficiente para ocupar um acampamento de verão nas montanhas Dolomitas.

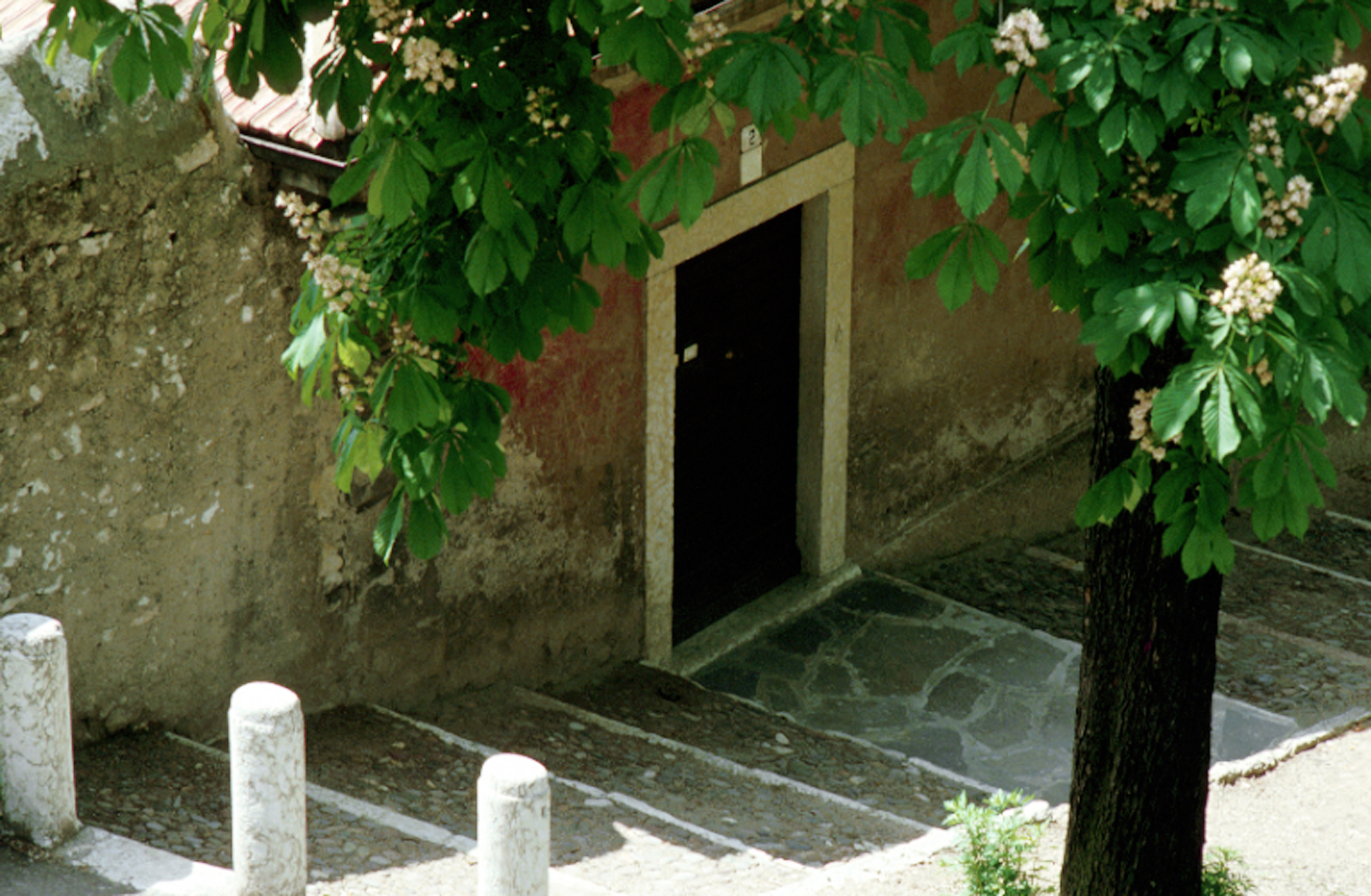
Apartamento na Praça Cappuccini, em Trento, onde Chiara morou com suas primeiras companheiras e que considerava o primeiro focolare. Elas chamavam o local de “casetta” (pequena casa).

Somente 19 anos depois, em 1962, obteve a aprovação papal de João XXIII, recebendo deste o nome de Obra de Maria, durante o Concílio Vaticano II.
Em mensagem dirigida aos sete cardeais e 137 bispos amigos do Movimento dos Focolares, provenientes de 50 países, reunidos em Trento por ocasião do centenário de nascimento de Chiara Lubich, o Papa Francisco afirmou que o carisma da unidade, defendido por ela, “é uma dessas graças do nosso tempo, que experimenta uma mudança histórica e pede uma reforma espiritual e pastoral simples e radical, que leve a Igreja à fonte sempre nova e atual do Evangelho de Jesus".

### Abusos
Em 2020 vieram à tona uma série de denúncias de abusos sexuais dentro do movimento na Europa com, pelo menos, 30 vítimas crianças, além de alguns jovens. Os abusos foram cometidos a partir de 1970 por um membro leigo consagrado chamado Jean-Michel M. Isso motivou a renúncia de três líderes do movimento, Bernard Bréchet e Claude Goffinet, líderes do movimento na França, e Henri-Louis Roche, líder do movimento para a Europa Ocidental. A denúncia também motivou uma investigação interna que encontrou pelo menos mais 61 denúncias de abuso entre 2014 e 2022, num total de 66 abusadores, sendo 53 membros leigos (32 com votos professados), cinco padres, quatro menores de idade e quatro não membros, mas que cometeram o abuso dentro do Movimento. A investigação identificou ainda 22 denúncias de “abusos sexuais, de consciência, espirituais e de autoridade relativamente a adultos”, entre 2018 e 2022. Apesar disso, as autoridades do movimento se negam a revelar os nomes dos abusadores.

### Focolares no Brasil
O Movimento alega que o primeiro brasileiro a ter contato com o Movimento foi o Pe. João Batista Zattera, de Pelotas, que passou a ter um relacionamento profundo com Chiara Lubich. Em 1958 chegam ao Brasil um grupo de vários focolarinos vindos da Itália, inluindo Lia Brunet, Marco Tecilla, Fiore Ungaro, Ginetta Calliari, Volo Morandi e outros, que se estabeleceram em Recife e depois em São Paulo. Dez anos depois,  um grupo adere ao convite de Dom Helder Câmara e se estabelecem na Ilha de Santa Teresinha.
Em 25 de março de 2014, Maria Voce, então presidente do Movimento dos Focolares, esteve no Brasil para a inauguração da "Cátedra Chiara Lubich de Fraternidade e Humanismo" na Universidade Católica do Recife.

## Economia de Comunhão (EdC)
Parte empresarial do movimento dos Focolares, que "visa atrair a intervenção divina para o mundo dos negócios" a partir da visão de que a busca do lucro é atitude divina, apresentando o empresário como modelo de ética e principal protagonista social e na exploração dos trabalhadores através da manipulação psicológica.
Ele reúne empresas que se comprometem a empregar o seu lucro em favor de três causas: o sustento daqueles que se encontram em necessidade, projetos de formação cultural e de incentivo ao empreendedorismo e o incremento da própria empresa. O projeto tem um objetivo claro: produzir riquezas em prol de quem se encontra em dificuldade e fomentar uma nova cultura em que a economia não esteja atrelada ao individualismo e ao crescimento das desigualdades.
No Brasil, a Economia de Comunhão está presente em 177 empresas de 12 estados. No mundo todo, são mais de 800 empresas.